# 驻岭学校旧址
29°38′16.7″N 121°09′49.7″E / 29.637972°N 121.163806°E
驻岭学校旧址位于浙江省宁波市奉化区溪口镇驻岭村南首。建筑相传为原黄埔军校机要室主任胡为夫出资建造，建于1928年，1930年完工。学校建筑坐西朝东，分前后两进，以传统中式建筑融合民国建筑元素建造。前进为歇山顶两层楼房，面阔五间深四间，前设廊。后进偏屋亦面阔五间。建筑外原有正门和围墙，后倒塌，开发旅游度假村时重建，2016年7月11日公布为奉化市文物保护单位。